# 吉備川上ふれあい漫画美術館
吉備川上ふれあい漫画美術館（きびかわかみふれあいまんがびじゅつかん）は、岡山県高梁市にある、漫画を専門とする美術館。

## 概要
旧川上町が1988年から町おこしとして取り組んでいる「マンガ文化の町づくり」の中心施設として1994年に開館した。
約12万冊以上の漫画本を所蔵しており、そのうち新旧含め約6万冊を館内で読むことができる。展示室においては、名誉館長・高梁市名誉市民の富永一朗による原画等の常設展のほか、企画展やイベントを行う。
建物外観は川上町内において化石が多く発掘されるアンモナイトをイメージしている。玄関の壁画は、富永一朗「山里の春」をもとに岐阜県瑞浪市の職人が絵付けして焼き上げた陶板画である。

## 沿革
- 1988年7月 - 旧川上町がマンガによる地域活性化推進要綱制定。
- 1989年11月5日 - 川上町立川上町郷土資料館（現在の高梁市川上郷土資料館）1階の1室に「ふれあい漫画館」として仮オープン（蔵書15,000冊）。
- 1991年5月 - 「吉備川上漫画グランプリ」開催（2010年まで計20回開催）。
- 1994年4月29日 - 現在の場所である旧川上幼稚園跡地に「吉備川上ふれあい漫画美術館」開館。
- 2003年12月 - 「漫・賀・年賀状コンテスト」開催（2017年まで計15回開催）。

## 施設
1階
- 富永一朗漫画廊（カラーイラストやお笑いマンガ道場の収録で使用したフリップ等を展示）
- 漫画読書室
- イベント展示室

2階
- ごろごろ読書室
- 小展示室

## 収蔵品
- 富永一朗原画、作品集、愛蔵品
- 漫画本約12万冊以上

## 建築概要
- 竣工 - 1994年[1]
- 構造 - 鉄骨造、地上2階
- 敷地面積 - 約3,200m2
- 建築面積 - 1,311.62m2
- 延床面積 - 1,385.71m2
- 設計 - 久本建築設計事務所[1]

## 交通アクセス
- JR伯備線 備中高梁駅下車後、隣の高梁バスセンター（高梁市複合施設1階）から備北バス「地頭」行き約35分、「地頭」停留所下車 徒歩5分
- 岡山自動車道 賀陽ICから約45分
- 山陽自動車道 笠岡ICから約50分
- 中国自動車道 新見ICから約60分